# GR Большого Пса
GR Большого Пса (лат. GR Canis Majoris) — одиночная переменная звезда в созвездии Большого Пса на расстоянии (вычисленном из значения параллакса) приблизительно 4322 световых лет (около 1325 парсеков) от Солнца. Видимая звёздная величина звезды — от +12m до +10,8m.

## Характеристики
GR Большого Пса — красная пульсирующая полуправильная переменная звезда типа SRB (SRB) спектрального класса M7.